# Evelyn Kawamoto
Evelyn Kawamoto, född 17 september 1933 i Honolulu, död 22 januari 2017, var en amerikansk simmare.
Kawamoto blev olympisk bronsmedaljör på 400 meter frisim vid sommarspelen 1952 i Helsingfors.